# Leptodon fuciformis
Leptodon fuciformis là một loài Rêu trong họ Leptodontaceae. Loài này được (Brid.) Enroth mô tả khoa học đầu tiên năm 1992.